# 돈 S. 데이비스
돈 S. 데이비스(Don S. Davis, 1942년 8월 4일 ~ 2008년 6월 29일)는 미국의 배우이다.

## 출연 작품
- 우드샵 (2010)
- 쥬라기 프레데터 (2009)
- 안나와 알렉스: 두 자매 이야기 (2009)
- 바이퍼스 (2008)
- 파 크라이 (2008)
- 스타게이트 - 컨티넘 (2008)
- 잃어버린 세계 - 지구속으로 (2008)
- 플래쉬 고든 (2007)
- 비니스 (2007)
- 씨드 (2007)
- 스타게이트 SG-3000 (2004)
- 미라클 (2004)
- 세비지 아일랜드 (2003)
- 데들리 리틀 시크릿 (2002)
- 저스트 코즈 (2001)
- 네고시에이터 (2001)
- 딥 리버 (2000)
- 6번째 날 (2000)
- 아토믹 트레인 (1999)
- 볼케이노 (1997)
- 바람둥이 길들이기 (1997)
- 스타게이트 - 시리즈 (1997)
- 콘 에어 (1997)
- 인 콜드 블러드 (1996)
- 엔젤 오브 펜실베니아 애브뉴 (1996)
- 예고 살인 (1996)
- 알래스카 (1996)
- 더 팬 (1996)
- 제3의 눈 (1995)
- 블랙 폭스 (1995)
- 레인저 (1995)
- 해군생도 폴라 코프린 (1995)
- 하이드어웨이 (1995)
- 에블린 로의 일기 (1993)
- 누명 (1993)
- 욕망을 파는 집 (1993)
- 무너진 베이 브리지 (1993)
- 클리프행어 (1993)
- 모델, 경찰, 호스테스 (1992)
- 리틀 빅 히어로 (1992)
- 그들만의 리그 (1992)
- 초보 영웅 컵스 (1992)
- 캡티브 (1991)
- 카우보이의 복수 (1991)
- 미스테리 데이트 (1991)
- 아이 포지드 포 플레이보이 (1991)
- 체인댄스 (1991)
- 오멘 4 (1991)
- 후크 (1991)
- 라스트 캅 (1990)
- 미녀 추적 작전 (1989)
- 야망의 계절 (1989)
- 마이키 이야기 (1989)
- 심야의 마티니 (1988)
- 21 점프 스트리트 (1987)
- 메론 (1987)
- 잠복근무 (1987)
- 무적의 아이맨 (1986)
- 꿈꾸는 낙원 (1978)

### 텔레비전
- 데드 존 (2005, The Dead Zone)